# Arnos Vale Stadium
Arnos Vale Ground (również znany jako The Playing Fields) to wielofunkcyjny stadion w Kingstown, na wyspie Saint Vincent w Saint Vincent i Grenadynach. Jest obecnie używany głównie do krykieta i meczów piłki nożnej. Wprowadzono również niektóre modyfikacje do użytkowanie stadionu przez lekkoatletów. Stadion mieści 18 000 osób.